# Henrique Théberge
Henrique Théberge (Recife, 27 de junho de 1838 — Fortaleza, 11 de junho de 1905) foi um militar e engenheiro brasileiro.

## Biografia
Era filho de Pedro Francisco Théberge, médico francês e renomado historiador do Ceará, e Maria Elisa Soulé Théberge. Em Icó, onde foi residir com os pais ainda menino, fez os primeiros estudos; depois, no Rio de Janeiro, cursou a Escola Militar e a faculdade de agronomia.
Participou da Guerra do Paraguai na qualidade de tenente, e recebeu medalhas militares do Brasil, Argentina e Uruguai. No retorno ao Ceará, desempenhou funções de engenheiro de obras públicas, bibliotecário, engenheiro da estrada de ferro de Baturité, gerente da Cia. Ferro-Carril e professor do Liceu do Ceará. Na Bahia foi engenheiro-chefe do tráfego e locomoção da Estrada de Ferro Paulo Afonso.
É um dos fundadores da Academia Cearense de Letras.